# پرواز شماره ۹۶۷ آرماویا
پرواز شماره ۹۶۷ آرماویا (انگلیسی: Armavia Flight 967) یک پرواز مسافربری بین‌المللی برنامه‌ریزی‌شده بود که توسط آرماویا از فرودگاه بین‌المللی زوارتنوتس، زوارتنوتس در ارمنستان به شهر تفریحی ساحلی سوچی در دریای سیاه در روسیه انجام می‌شد. 